# Pianeti extrasolari confermati
     Velocità radiali
     Transito
     Pulsar timing
     Rilevamento diretto
     Microlente gravitazionale

Numero di scoperte di pianeti extrasolari per anno (aggiornato a febbraio 2021). I colori indicano il metodo di individuazione:
Velocità radiali
Transito
Pulsar timing
Rilevamento diretto
Microlente gravitazionale

La lista dei pianeti extrasolari confermati ufficialmente è aggiornata al 10 marzo 2018 ed è basata sul database dell'Enciclopedia dei Pianeti Extrasolari (EPE).
La lista contiene 3764 pianeti ed è in continuo accrescimento. Per rendere più accessibili i dati relativi, gli esopianeti sono stati suddivisi per costellazione e sono consultabili nel template di navigazione a fondo pagina.
Per le stelle ospitanti con più nomenclature possibili è stata scelta quella di maggiore utilizzo comune, e ciò risulta in alcune incongruenze di nomenclatura tra questa voce e l'EPE, oltre alla correzione di alcuni refusi. Ogni pianeta è elencato con i suoi principali parametri fisici, insieme ai dati essenziali della sua stella ospite. I dati con un asterisco indicano un parametro che è stato possibile stimare tramite semplici leggi matematiche: gli spettri stellari per confronto con stelle molto simili, mentre periodi e semiassi utilizzando le leggi di Keplero. Alcuni dati qui elencati mancano nella Enciclopedia, ma sono stati trovati su altre pubblicazioni.

## Contatori
- Pianeti confermati: 3764 pianeti in 2792 sistemi stellari (di cui 623 multipli);[3]
- Pianeti controversi e da confermare: 212 pianeti in 190 sistemi stellari (di cui 18 multipli);[4]
- Pianeti candidati della Missione Kepler: 3.538[5]

Un elenco delle scoperte miliari o dei casi più estremi conosciuti può essere trovato alla pagina Pianeti extrasolari notevoli.